# Robert Capa Gold Medal
Il premio Robert Capa Gold Medal (medaglia d'oro Robert Capa) viene assegnato per "il miglior reportage fotografico dall'estero, per realizzare il quale siano stati necessari eccezionali doti di coraggio e intraprendenza".
Viene assegnato una volta all'anno dal Overseas Press Club of America (OPC). È stato creato in onore del fotografo di guerra Robert Capa. Il primo a ricevere la Robert Capa Gold Medal è stato Howard Sochurek nel 1955.

## Vincitori
Di seguito l'elenco dei vincitori del premio, in ordine cronologico, con a fianco il nome dell'agenzia fotografica per la quale lavorano (racchiuso tra parentesi), il nome della testata giornalistica per la quale hanno realizzato il servizio e il contesto (o il luogo) nel quale sono state scattate le foto.

### Anni 1950
- 1955: Howard Sochurek, (Magnum) Life,[2] Nord Vietnam.[3][4]
- 1956: John Sadovy, Life, Rivoluzione ungherese.[5]
- 1957: nessun premio
- 1958: Paul Bruck, CBS, reportage dal Libano.[6]
- 1959: Mario Biasetti,[7] CBS, Nicaragua.[8]

### Anni 1960
- 1960: Yung Su Kwon,[9] NBC, Reportage sugli scontri successivi all'arrivo di James Hagerty in Giappone.
- 1961: nessun premio.
- 1962: Peter Dehmel & Klaus Dehmel,[10] NBC, "The Tunnel".
- 1963: Larry Burrows,[11] Life, "Jungle War in Vietnam".[12]
- 1964: Horst Faas[13] (The Associated Press), Reportage sul Vietnam.
- 1965: Larry Burrows,[11] Life, "With a Brave Crew on a Deadly Flight".[14]
- 1966: Henri Huet[15] (The Associated Press), Vietnam.
- 1967: David Douglas Duncan, Life & ABC, Vietnam.[16]
- 1968: John Olson, Life, "The Battle That Regained and Ruined Huế".[17]
- 1969: Anonimo fotografo cecoslovacco,[18] Look, "A Death to Remember" (successivamente attribuita a Josef Koudelka).[19]

### Anni 1970
- 1970: Kyōichi Sawada[20] (United Press International), Vietnam.[21]
- 1971: Larry Burrows, Life, Indo-China.[22]
- 1972: Clive W. Limpkin,[23] Penguin Books, "Battle of Bogside".
- 1973: David Burnett/Raymond Depardon/Charles Gerretsen (Gamma Presse Images), "Cile".[24]
- 1974: W. Eugene Smith, Camera 35, Minamata.[25]
- 1975: Dirck Halstead, Time, Coverage of Vietnam.[26]
- 1976: Catherine Leroy[27] (Gamma), Time, Reportage sugli scontri di piazza a Beirut.
- 1977: Eddie Adams[28] (The Associated Press), "The Boat of No Smiles", riguardo ai boat people vietnamiti.
- 1978: Susan Meiselas, Time, "Nicaragua".[29]
- 1979: Kaveh Golestan, Time, Rivoluzione iraniana.[30]

### Anni 1980
- 1980: Steve McCurry,[31] Time, Afghanistan.
- 1981: Rudi Frey,[32] Time, Solidarność.[33]
- 1982: Harry Mattison,[34] Time, "El Salvador".
- 1983: James Nachtwey,[35][36] Time, "Libano".
- 1984: James Nachtwey[36] (Black Star), Time, "Photos of El Salvador".
- 1985: Peter Magubane,[37] Time, "Cry for Justice: Cry for Peace".
- 1986: James Nachtwey,[36] edizione tedesca di Time/GEO, "Island at War".
- 1987: Janet Knott,[38] The Boston Globe, "Democracy: What Price?"
- 1988: Chris Steele-Perkins (Magnum), Time, "Graveside Terror".[39]
- 1989: David Turnley[40] (Black Star & The Detroit Free Press) "Revolutions in China and Romania".

### Anni 1990
- 1990: Bruce Haley (Black Star), U.S. News & World Report, Civil war in Myanmar.[41]
- 1991: Christopher Morris[42][43] (Black Star), Time, "Slaughter in Vukovar".
- 1992: Luc Delahaye[44] (Sipa Press), "Sarajevo: Life in the War Zone".
- 1993: Paul Watson, The Toronto Star, "Mogadiscio".[45]
- 1994: James Nachtwey[36] (Magnum), Time Magazine, "Election Violence for South Africa".
- 1995: Anthony Suau, Time, "Grozny: Russia’s Nightmare".[46]
- 1996: Corrine Dufka (Reuters), "Liberia: From a Dead Man's Wallet".[47]
- 1997: Horst Faas/Tim Page,[48] Random House, "Requiem: By the Photographers Who Died in Vietnam and Indochina"
- 1998: James Nachtwey[36] (Magnum), Time, "Indonesia: Descent into Madness".
- 1999: John Stanmeyer (SABA), Time, "L'assassinio di Bernardino Guterres in Dili, Timor Est".[49]

### Anni 2000
- 2000: Chris Anderson[50] (Aurora), The New York Times Magazine, "Desperate Passage".
- 2001: Luc Delahaye[44] (Magnum) Newsweek, "Afghanistan".
- 2002: Carolyn Cole,[51] The Los Angeles Times, "Church of the Nativity: In the Center of the Siege".
- 2003: Carolyn Cole,[51] The Los Angeles Times, "Covering Conflict: Iraq and Liberia".
- 2004: Ashley Gilbertson (Aurora), The New York Times, "The Battle for Fallujah".[52]
- 2005: Chris Hondros, Getty Images, "One Night In Tal Afar".[53]
- 2006: Paolo Pellegrin, Magnum, "Vero dolore: Israele & Hezbollah".[54]
- 2007: John Moore, Getty Images, "L'assassinio di Benazir Bhutto".[55]
- 2008: Shaul Schwarz, Getty Images, "Violence in Kenya following the December 2007 presidential election".[56]
- 2009: Khalil Hamra, Associated Press, "War in Gaza".[57]

### Anni 2010
- 2010: Agnès Dherbeys, The New York Times, "Violence Erupts in Thailand".[58]
- 2011: André Liohn, Newsweek, Prospekt, European Pressphoto Agency, CICR, "Quasi alba in Libia".[59]
- 2012: Fabio Bucciarelli, freelance for AFP, "Battle to Death".[1][60]
- 2013: Tyler Hicks,[61] The New York Times, "Sparatoria al centro commerciale del Kenya".[62]
- 2014: Marcus Bleasdale, Human Rights Watch, Foreign Policy, National Geographic, "Inferno nella Repubblica Centrafricana".[63]
- 2015: Bassam Khabieh, Reuters, "Ospedale da campo di Damasco".[64]
- 2016: Bryan Denton e Sergey Ponomarev, The New York Times,[65][66] "What ISIS Wrought".[67]
- 2017: Carol Guzy,[68][69] Zuma Press, "Scars[70]  Of  Mosul, The Legacy of ISIS".[71]